# Catalanganes
Los catalanganes son una tribu de indígenas de Filipinas de raza malaya y tipo mongol. 
Los catalanganes habitan las orillas del río Catalangán y las comarcas vecinas como Isabela de Luzón así como en pequeños grupos a lo largo de los ríos Disulap y Disabungan. Son de carácter pacífico y hablan el mismo idioma que los irayas.

## Historia
De acuerdo a un reporte del naturalista alemán Carl Semper, quien en 1860 recorrió las montañas de la Sierra Madre ubicadas en la parte norte de la isla de Luzón, los Catalanganes forman un grupo que cultivaba su propia comida, forjaban sus propias herramientas y practicaban sus propios ritos religiosos no cristianos. Subsistían de la caza, la recolección y la pesca, así como del cultivo de arroz y tubérculos.